# Cristiano (football, 1987)
Pour les articles homonymes, voir Cristiano.
Cristiano da Silva, plus communément appelé Cristiano, est un footballeur brésilien né le 12 janvier 1987 à Campo Mourão. Il évolue au poste de milieu offensif.

## Biographie
Cristiano da Silva joue au Brésil, en Autriche et au Japon.
Il joue deux matchs en Ligue des champions de l'UEFA, inscrivant un but, et dix matchs en Ligue des champions d'Asie, marquant trois buts. Il est quart de finaliste de la Ligue des champions d'Asie en 2015 avec le Kashiwa Reysol.
Il inscrit 16 buts en deuxième division japonaise en 2013, puis 14 buts en première division japonaise en 2015.

## Palmarès
- Champion d'Autriche en 2012 avec le Red Bull Salzbourg
- Vainqueur de la Coupe d'Autriche en 2012 avec le Red Bull Salzbourg